# スヴェアランド
スヴェアランド(Svealand [ˈsvêːaˌland] ( 音声ファイル))とは、スウェーデンの地方区分の一つで、中部の6つの地方を指す。ノールランド、イェータランドと共にスウェーデンの歴史的地方区分を構成する。

## スヴェアランド内の地方
| ダーラナ地方 Dalarna                | スヴェアランド |
| ウップランド地方 Uppland            | スヴェアランド |
| ネルケ地方 Närke                    | スヴェアランド |
| セーデルマンランド地方 Södermanland | スヴェアランド |
| ヴェルムランド地方 Värmland         | スヴェアランド |
| ヴェストマンランド地方 Västmanland  | スヴェアランド |